# Censimento federale delle aziende
Il censimento delle aziende (CA) – realizzato dall'Ufficio federale di statistica (UST) della Svizzera in collaborazione con gli uffici regionali di statistica – è un'indagine su scala nazionale presso la totalità degli stabilimenti e delle imprese dei settori secondario e terziario.
Il suo scopo è di censire tutte le unità di produzione dell'economia rilevando dati economici, sociali e geografici. Il CA permette inoltre di aggiornare il Registro delle imprese e degli stabilimenti (RIS) e serve da riferimento per tutta una serie di statistiche.

## Basi legali
Ordinanza del 30 giugno 1993 sull'esecuzione di rilevazioni statistiche federali (RS 431.012.1).

## Tipo di rilevazione
Il CA è una rilevazione totale. I dati sono rilevati tramite questionari cartacei, questionari online (eSurvey) e profiling (indagine separata presso grandi imprese e unità amministrative). La partecipazione all'indagine è obbligatoria.

## Caratteristiche rilevate
Il CA è realizzato presso gli stabilimenti e le imprese dei settori secondario e terziario.
Sono rilevati l'ubicazione (indirizzo), l'attività economica e il numero di addetti per grado di occupazione, sesso e nazionalità a livello comunale (e a livello di ettari per i dati geocodificati).

## Esecuzione
Il primo censimento ha avuto luogo nel 1905. Da allora il censimento è realizzato tre volte nell'arco di un decennio (negli anni che terminano con 1, 5 e 8). Il giorno di riferimento è sempre l'ultimo giorno lavorativo del mese di settembre.